# Strangalia elegans
Strangalia elegans là một loài bọ cánh cứng trong họ Cerambycidae.